# 維拉維爾基山
18°53′48″S 66°37′18″W / 18.89667°S 66.62167°W
維拉維爾基山（Wila Willk'i），是玻利維亞的山峰，位於該國西部奧魯羅省的埃杜阿多阿瓦羅亞省，處於丘爾帕丘爾帕尼山東北面，屬於安第斯山脈的一部分，海拔高度4,818米。